# Grisfesten
Grisfesten är Leif G.W. Perssons debutroman från 1978. Det är första boken om Bo Jarnebring och Lars Martin Johansson och deras kollegor som återkommer i flera av Perssons böcker. Denna polisroman sålde i stora upplagor och filmatiserades 1984 som Mannen från Mallorca. Grisfesten utgör tillsammans med uppföljarna Profitörerna och Samhällsbärarna en trilogi.
Boken företer klara paralleller till den så kallade bordellhärvan och Geijeraffären år 1976, men Persson förnekar något samband i förordet till boken. I den självbiografiska Gustavs grabb (2011) medger Persson dock att han skrev Grisfesten för att hämnas på dem som ljög i samband med Geijeraffären.
Grisfesten är en av titlarna i boken Tusen svenska klassiker (2009).